# Roodkruinparkiet
De roodkruinparkiet (Pyrrhura roseifrons) is een vogel uit de familie Psittacidae (papegaaien van Afrika en de Nieuwe Wereld).

## Verspreiding en leefgebied
Deze soort komt voor in het westelijk Amazonebekken en telt 4 ondersoorten:
- Pyrrhura roseifrons peruviana: noordelijk Peru en zuidoostelijk Ecuador.
- Pyrrhura roseifrons dilutissima: centraal Peru.
- Pyrrhura roseifrons parvifrons: noordoostelijk Peru.
- Pyrrhura roseifrons roseifrons: westelijk Brazilië, oostelijk Peru en noordelijk Bolivia.